# Adiantum stolzii
Adiantum stolzii är en kantbräkenväxtart som beskrevs av Guido Georg Wilhelm Brause. Adiantum stolzii ingår i släktet Adiantum och familjen Pteridaceae. Inga underarter finns listade.